# Сиростан (село)
Сиростан (рос. Сыростан) — село, підпорядковане місту Міас Челябінської області Російської Федерації.
Населення становить 1079 осіб (2012).

## Історія
Згідно із законом від 26 серпня 2004 року органом місцевого самоврядування є Міаський міський округ.

## Населення
| 2002 | 2010 | 2011  | 2012  |
| ---- | ---- | ----- | ----- |
| 970  | ↗997 | ↗1062 | ↗1079 |